# Автошлях E391
E391, Європейський маршрут E391 — європейський автошлях, що бере свій початок в російській Тросні і закінчується в українському Глухові. Довжина 160 кілометрів.
E391 частково збігається з європейською міжнародною автомагістраллю E101.

## Маршрут автошляху
Шлях проходить через такі міста:
- Росія: Тросна — Желєзногорськ

- Україна: Глухів

Автошлях E391 проходить територією Росії та України.